# えのころ飯
えのころ飯（えのころめし）とは薩摩地方で江戸時代ごろに食されていたとされる料理。内臓を抜いた仔犬の腹に米を詰めたもの。大田南畝の『一話一言補遺』に「薩摩にて狗を食する事」として、以下のように紹介されている。

薩摩にては、狗の子をとらへて腹を裂き、（中略）、米をかしぎて腹内へ入納、針金にて堅くくくりをして其まま竃の焚火に押入焼なり、（中略）、納置きたる米よくむして飯となり、其色黄赤なり、それをそは切料理にて、汁をかけて食す、味甚美なりとぞ、是を方言にはゑのころ飯といふよし、高貴の人食するのみならず、 薩摩候へも進む（後略）

鹿児島県観光連盟が1954年に出版した『 観光鹿児島 』によれば、は当時すで犬ころ飯の技法は行われていなかった。しかし赤犬を食す文化は残っており、食すと体が温まるとされ、また「ワンの汁は、二杯とない」という言葉もあったと言う。
日本では他の地方でも一種の薬食いとして、赤犬などの犬肉は食べられていた。愛知県などでは戦後しばらくの間も、消耗性疾患などの栄養補給を目的として行商などによって販売されていた。 古谷三敏は鹿児島と並べ、秋田にもあったと著している。
家畜の腹に米などを詰め蒸し焼きにする手法については、ハワイ名物のカルア・ピッグ（祝祭に用いられる豚の丸焼き）など南太平洋の島々にも類似の料理がある。

## 参考書籍
- 『犬の日本史―人間とともに歩んだ一万年の物語』谷口研語、PHP新書[要ページ番号]